# ان‌جی‌سی ۲۳۱
ان‌جی‌سی ۲۳۱ (انگلیسی: NGC 231) یک خوشه باز در ابر ماژلانی کوچک و در صورت فلکی توکان قرار دارد. این خوشه در ۱ اوت ۱۸۲۶ توسط جیمز دانلوپ کشف شد.